# Maja Šubic
Maja Šubic (Maja Dolores Šubic), slovenska slikarka, * 28. avgust 1965, Kranj. 

## Življenje in delo
Rojena 1965 v Kranju. Hči priznanega slovenskega slikarja in grafika Iveta Šubica. Študirala slikarstvo na Akademiji za likovno umetnost v Ljubljani, 1990 diplomirala pri Emeriku Bernardu. Po akademiji se je začela intenzivneje ukvarjati s freskoslikarstvom in knjižno ilustracijo.
S pravimi freskami bogati fasade tako posvetnih kot tudi sakralnih prostorov. V tej tehniki je zadnja leta v obliki »prenosnih fresk« (prava freska na kamnu lehnjaku kot nosilcu) upodabljala dnevnik Charlesa Darwina Potovanje na ladji Beagle in tako ilustracijo na svojevrsten način v širšem umetniškem konceptu prenesla tudi v galerijske prostore. 2006 so v Darwinovem rojstnem mestu Shrewsbury z njeno razstavo otvorili vsakoletni Darwinov festival, leta 2009 je ob 200-letnici Darwinovega rojstva naslikala veliko fresko v vhodni avli oddelka za biologijo na sloviti deški šoli Shrewsbury school, ki jo je obiskoval Darwin. 
Veliko se posveča knjižni ilustraciji. Ilustrirala je preko 20 samostojnih knjižnih izdaj, redno objavlja v najvidnejših slovenskih otroških in mladinskih revijah. Njena velika strast je proučevanje narave, predvsem živali, zato se na to temo poleg upodabljanja večkrat loteva pisanja poljudnih besedil in raznih didaktično usmerjenih ugank, ki jih objavlja predvsem v otroškem in mladinskem revijalnem tisku. Njeno ustvarjanje obsega tudi dela v akvarelni in grafični tehniki.
Kot samostojna ustvarjalka živi in dela v Škofji Loki in Poljanah.